# Halakha
Pour les articles homonymes, voir Loi juive.

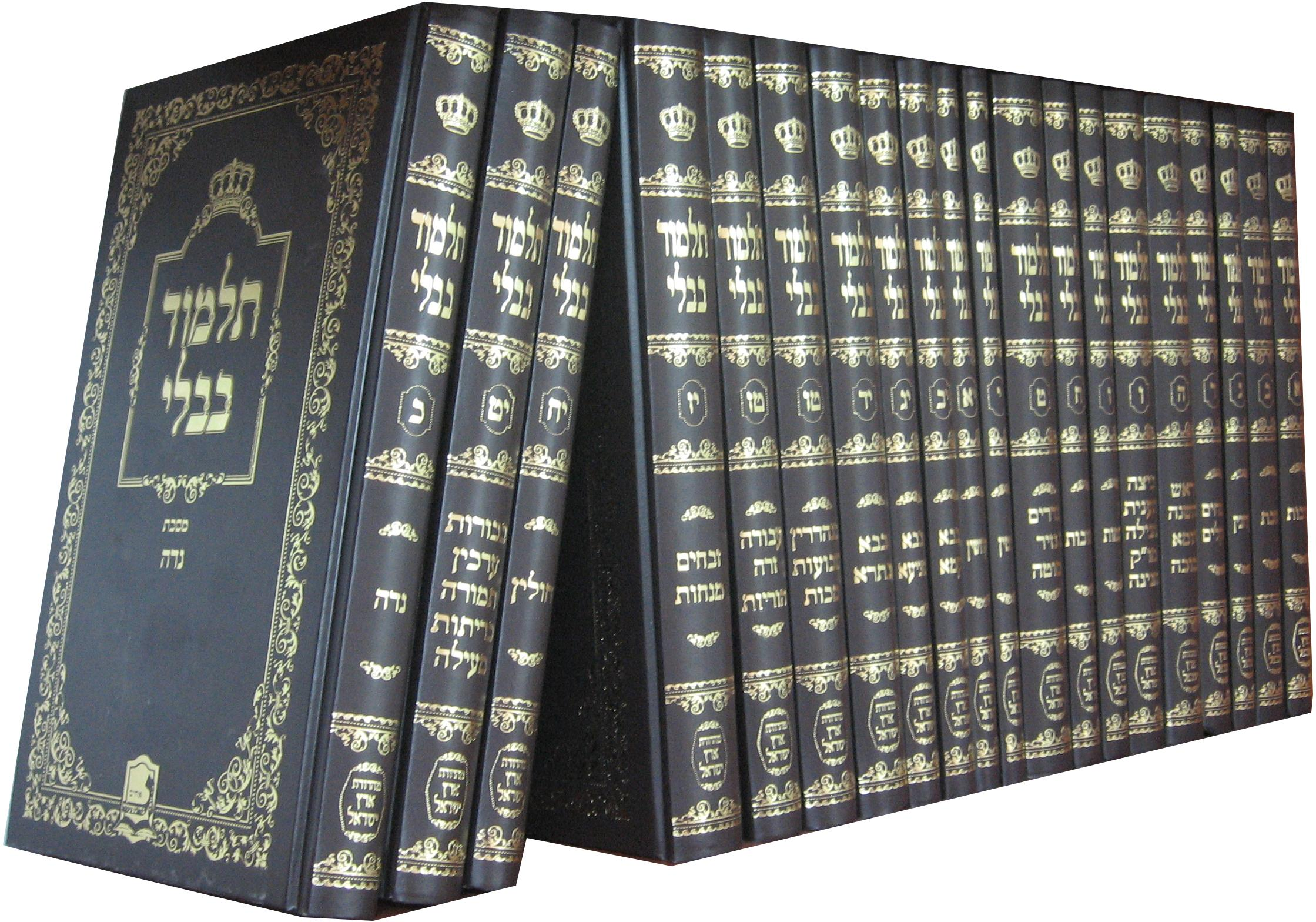
Talmud de Babylone.

La Halakha (hébreu : הלכה « Voie », Halokhe selon la prononciation ashkénaze, plur. halakhot) regroupe l’ensemble des prescriptions, coutumes et traditions collectivement dénommées « Loi juive ».
Essentiellement fondée sur la Bible hébraïque et, dans le judaïsme rabbinique, sur le Talmud, la Halakha guide la vie rituelle ou les croyances de ceux qui la suivent et les nombreux aspects de leur vie quotidienne. Basée sur les acquis des générations précédentes et les discussions et débats portant sur les problèmes de la génération présente, elle connaît de nombreuses variantes entre les diverses communautés et factions juives, du fait de leur dispersion dans le temps et l’espace.
Elle est, jusqu’à l’ère moderne, le pilier et ciment de nombreuses communautés juives, qui sont régies par ses règles civiles et religieuses. Avec l’avènement de la Haskala et de l’émancipation des Juifs, ceux-ci se retrouvent citoyens de pays pratiquant la « séparation de l'Église et de l'État », et elle devient pour beaucoup « facultative ». De nouveaux courants émergent qui s’écartent du modèle traditionnel, renommé orthodoxe, pour proposer des alternatives plus souples et moins fidèles aux sources, tandis que les courants demeurés observants campent sur les lois en vigueur jusque-là voire ne tolèrent plus le moindre changement ou nouveauté. L’État moderne d'Israël, en sa qualité d'« État juif », se fonde partiellement sur la Halakha orthodoxe pour quelques domaines de statuts familiaux et personnels, notamment les lois sur le mariage et le divorce.[réf. nécessaire]

## Développement de la Halakha

### Période biblique
Les premières lois sont données dès le Livre de la Genèse avec l’obligation de procréer donnée au premier couple, la circoncision donnée à Abraham, et la coutume de ne pas manger le nerf sciatique à la suite du combat de Jacob avec l’ange. Cependant, c’est à partir d’Ex 12. 2 que les lois spécifiquement mosaïques, à commencer par la sanctification du nouveau mois, sont prescrites au travers des livres de l’Exode, du Lévitique et des Nombres. Elles sont ensuite récapitulées dans le livre du Deutéronome.
Le langage de la Torah est souvent laconique voire lacunaire : l’interdiction de travailler à chabbat, l’abattage rituel, le libelle de divorce, la tente dans laquelle habiter sept jours et nombre d’autres rites ou lois sont prescrits sans plus de détails. La Torah fait également usage de mots à occurrence unique et de tournures ou expressions inhabituelles voire incongrues. C’est pourquoi les lois écrites donnent lieu à diverses interprétations dès leur rédaction, certaines se retrouvent dans les livres ultérieurs au Pentateuque, d’autres demeurent orales.

### Période du Second Temple
La période qui s’étend de l’ère d’Ezra à celle des Hasmonéens est assez peu connue en ce qui concerne la Halakha. À la fin de celle-ci, deux grandes factions juives émergent, les Sadducéens et les Pharisiens. Selon ces derniers, l’intermède entre Ezra et les Sages de l’ère hasmonéenne a été occupé par les hommes de la Grande Assemblée, qui commence avec Ezra, Néhémie, Zacharie, Aggée, Malachie, le grand-prêtre Josué et d’autres Sages anonymes pour s’achever avec Simon le Juste. Ces hommes, auxquels sont notamment attribués l’établissement du canon de la Bible hébraïque, l’institution de la fête des Sorts et la formalisation du noyau de la liturgie juive, auraient transmis à leurs dépositaires des lois et traditions qu’eux-mêmes auraient reçues de leurs pères et de leurs maitres, et dont la source première serait Moïse lorsqu’il reçut de Dieu la Torah sur le mont Sinaï.

## Fixation et interprétation
Tout juif pratiquant est amené à interpréter la halakha dans sa vie quotidienne, ne serait-ce que pour prendre de petites décisions pratiques. Il se référera aux ouvrages sur la question et à un rabbin compétent.
Cependant, l'interprétation théorique relève du ressort d'un spécialiste, un Posseq. Celui-ci tranche les cas nouveaux ou prêtant à discussion. Certains Posqim sont devenus célèbres pour l'importance de leurs travaux de jurisprudence exigeant une immense érudition, un grand sens pratique et un sens politique. Tous les Posqim ne sont pas d'accord entre eux et de nombreuses discussions ont lieu à travers leurs publications : des recueils de Responsa. Il n'existe pas de corps constitué comme le fut le Sanhédrin par le passé et tout rabbin est en puissance un Posseq pour peu qu'il en ait le savoir et le talent. Au sein du mouvement Massorti il existe un comité rabbinique délibérant de la halakha qui travaille en collaboration avec plusieurs Posqim. Les livres dans lesquels sont énumérées de nombreuses Halakhot (règles de la Halakha) sont le Choulhan Aroukh, le Mishné Torah du Rambam, l’Arbaa Tourim, la Mishna Beroura et Haïé Adam.

## Rapport avec les autres religions

### Avec le christianisme
Dans le Nouveau Testament, les disputes entre Jésus-Christ et les docteurs de la loi au sujet de la nature et de l'objet de la Loi ont donné lieu à de nombreux commentaires exégétiques sur les rapports entre judaïsme et christianisme.
La controverse portait sur le juridisme des rabbins et une certaine tendance vers le légalisme dans l'interprétation de la Loi. La position chrétienne est fréquemment décrite comme allant vers une forme d'antinomisme, c'est-à-dire une simplification et une systématisation de la Loi. Toutefois, celle-ci prétend toujours être en descendance directe avec la loi mosaïque et abrahamique : « N'allez pas croire que je sois venu pour abolir la Loi ou les Prophètes ; je ne suis pas venu abolir mais accomplir. » (Mt 5. 17).

### Avec l'islam
Dans les essais sur les rapports entre judaïsme et islam, la halakha est parfois décrite à tort comme une charia juive, cette description est juridiquement incorrecte[réf. nécessaire]. La halakha se rapprocherait plus du droit canonique régissant les lois du mariage et du droit de la famille.
La charia a une vocation globalisante. Elle régit le droit civil mais aussi le droit pénal et s'adresse aux musulmans, mais aussi aux dhimmis. Contrairement à la Halakha, elle n'est pas ethnocentrique. La charia impose la dîme aux non musulmans de même qu'elle impose plusieurs sadaqat (charité facultative), en plus du Zakat obligatoire (l'Aumône), de sorte que chacun participe à la finance publique. Le Coran qualifie les juifs et les chrétiens de « ahl al kitab » (« gens du livre »), au même titre que les musulmans eux-mêmes.[réf. souhaitée]
L'herméneutique et l'objet téléologique de la loi divine divergent profondément entre ces deux religions, notamment en raison d'une compréhension différente de la révélation ontologique, de la nature de la volonté divine ainsi que de la qualité et de la dignité de ceux qui obéissent ou désobéissent à la loi[réf. nécessaire].